# Ejido los Huizaches
Ejido los Huizaches är en ort i Mexiko.   Den ligger i kommunen Culiacán och delstaten Sinaloa, i den västra delen av landet, 1 000 km nordväst om huvudstaden Mexico City. Ejido los Huizaches ligger 54 meter över havet och antalet invånare är 183.
Terrängen runt Ejido los Huizaches är platt åt sydväst, men åt nordost är den kuperad. Runt Ejido los Huizaches är det ganska tätbefolkat, med 155 invånare per kvadratkilometer. Närmaste större samhälle är Culiacán, 9,5 km norr om Ejido los Huizaches. Trakten runt Ejido los Huizaches består till största delen av jordbruksmark.